# Campionati statunitensi di sci alpino 1996
I Campionati statunitensi di sci alpino 1996 si svolsero a Sugarloaf dal 21 al 25 marzo. Il programma incluse gare di discesa libera, supergigante, slalom gigante, slalom speciale e combinata, sia maschili sia femminili.
Trattandosi di competizioni valide ai fini del punteggio FIS, vi parteciparono anche sciatori di altre federazioni, senza che questo consentisse loro di concorrere al titolo nazionale statunitense.

## Risultati

### Uomini

#### Discesa libera
| Pos. | Atleta          | Nazione     | Tempo   |
| ---- | --------------- | ----------- | ------- |
| 1    | Chad Fleischer  | Stati Uniti | 1:23,03 |
| 2    | Chris Puckett   | Stati Uniti | 1:23,06 |
| 3    | Tommy Moe       | Stati Uniti | 1:23,26 |
| 4    | Michael Makar   | Stati Uniti | 1:23,59 |
| 5    | Daron Rahlves   | Stati Uniti | 1:23,77 |
| 6    | Clic Bloomfield | Stati Uniti | 1:24,08 |
| 7    | Kyle Rasmussen  | Stati Uniti | 1:24,26 |
| 8    | Reggie Crist    | Stati Uniti | 1:24,27 |
| 9    | Jason Rosener   | Stati Uniti | 1:24,69 |
| 10   | Justin Johnson  | Stati Uniti | 1:24,87 |

Data: 21 marzo

#### Supergigante
| Pos. | Atleta          | Nazione     | Tempo   |
| ---- | --------------- | ----------- | ------- |
| 1    | Kyle Rasmussen  | Stati Uniti | 1:27,89 |
| 2    | Daron Rahlves   | Stati Uniti | 1:27,94 |
| 3    | Tommy Moe       | Stati Uniti | 1:28,54 |
| 4    | Michael Makar   | Stati Uniti | 1:28,79 |
| 5    | Zachary Crist   | Stati Uniti | 1:28,92 |
| 6    | Chad Fleischer  | Stati Uniti | 1:28,96 |
| 7    | Clic Bloomfield | Stati Uniti | 1:29,29 |
| 7    | Casey Puckett   | Stati Uniti | 1:29,29 |
| 9    | Chris Puckett   | Stati Uniti | 1:29,42 |
| 10   | Carey Forest    | Stati Uniti | 1:29,66 |

Data: 22 marzo

#### Slalom gigante
| Pos. | Atleta         | Nazione     | Tempo   |
| ---- | -------------- | ----------- | ------- |
| 1    | Daron Rahlves  | Stati Uniti | 2:16,87 |
| 2    | Chris Puckett  | Stati Uniti | 2:17,53 |
| 3    | Kyle Rasmussen | Stati Uniti | 2:18,44 |
| 4    | Chip Knight    | Stati Uniti | 2:18,46 |
| 5    | Cary Mullen    | Canada      | 2:18,62 |
| 6    | Thedy Brändli  | Canada      | 2:18,79 |
| 7    | Zachary Crist  | Stati Uniti | 2:18,99 |
| 8    | Jōji Kawaguchi | Giappone    | 2:19,03 |
| 9    | Carey Forest   | Stati Uniti | 2:19,29 |
| 10   | Matt Grosjean  | Stati Uniti | 2:19,58 |

Data: 24 marzo

#### Slalom speciale
| Pos. | Atleta         | Nazione     | Tempo   |
| ---- | -------------- | ----------- | ------- |
| 1    | Chip Knight    | Stati Uniti | 1:38,21 |
| 2    | Casey Puckett  | Stati Uniti | 1:40,65 |
| 3    | Bode Miller    | Stati Uniti | 1:41,05 |
| 4    | Stanley Hayer  | Canada      | 1:41,18 |
| 5    | Sacha Gros     | Stati Uniti | 1:41,48 |
| 6    | Jōji Kawaguchi | Giappone    | 1:41,60 |
| 7    | Josh Nolting   | Stati Uniti | 1:41,61 |
| 8    | David Viele    | Stati Uniti | 1:41,73 |
| 9    | Scott Wither   | Stati Uniti | 1:41,91 |
| 10   | Andrej Huťka   | Slovacchia  | 1:42,05 |

Data: 25 marzo

#### Combinata
| Pos. | Atleta        | Nazione     |
| ---- | ------------- | ----------- |
| 1    | Chris Puckett | Stati Uniti |
| 2    | ?             | ?           |
| 3    | ?             | ?           |

### Donne

#### Discesa libera
| Pos. | Atleta             | Nazione     | Tempo   |
| ---- | ------------------ | ----------- | ------- |
| 1    | Picabo Street      | Stati Uniti | 1:24,36 |
| 2    | Megan Gerety       | Stati Uniti | 1:24,95 |
| 3    | Kjersti Bjorn-Roli | Stati Uniti | 1:25,90 |
| 4    | Shannon Nobis      | Stati Uniti | 1:26,55 |
| 5    | Kirsten Clark      | Stati Uniti | 1:26,85 |
| 6    | Tiffany Hoversten  | Stati Uniti | 1:27,18 |
| 7    | Amber Guaraglia    | Stati Uniti | 1:27,22 |
| 8    | Darah Schofiled    | Stati Uniti | 1:27,25 |
| 9    | Krista Schmidinger | Stati Uniti | 1:27,41 |
| 10   | Jonna Mendes       | Stati Uniti | 1:27,56 |

Data: 22 marzo

#### Supergigante
| Pos. | Atleta             | Nazione     | Tempo   |
| ---- | ------------------ | ----------- | ------- |
| 1    | Picabo Street      | Stati Uniti | 1:31,14 |
| 2    | Megan Gerety       | Stati Uniti | 1:31,32 |
| 3    | Shannon Nobis      | Stati Uniti | 1:32,10 |
| 4    | Amber Guaraglia    | Stati Uniti | 1:32,70 |
| 5    | Kjersti Bjorn-Roli | Stati Uniti | 1:32,83 |
| 6    | Kirsten Clark      | Stati Uniti | 1:33,20 |
| 7    | Jonna Mendes       | Stati Uniti | 1:33,39 |
| 8    | Krista Schmidinger | Stati Uniti | 1:32,46 |
| 9    | Ashley Davenport   | Stati Uniti | 1:34,09 |
| 10   | Darah Schofiled    | Stati Uniti | 1:34,18 |

Data: 23 marzo

#### Slalom gigante
| Pos. | Atleta             | Nazione     | Tempo   |
| ---- | ------------------ | ----------- | ------- |
| 1    | Jennifer Collins   | Stati Uniti | 2:08,87 |
| 2    | Kirsten Clark      | Stati Uniti | 2:10,07 |
| 3    | Jonna Mendes       | Stati Uniti | 2:10,47 |
| 4    | Tatum Skoglund     | Stati Uniti | 2:10,92 |
| 5    | Carrie Sheinberg   | Stati Uniti | 2:11,14 |
| 6    | Megan Gerety       | Stati Uniti | 2:11,26 |
| 7    | Sarah Schleper     | Stati Uniti | 2:11,56 |
| 8    | Christina Guptill  | Stati Uniti | 2:11,67 |
| 9    | Krista Schmidinger | Stati Uniti | 2:11,94 |
| 10   | Sarah Brophy       | Stati Uniti | 2:12,06 |

Data: 25 marzo

#### Slalom speciale
| Pos. | Atleta           | Nazione     | Tempo   |
| ---- | ---------------- | ----------- | ------- |
| 1    | Kristina Koznick | Stati Uniti | 1:23,74 |
| 2    | Carrie Sheinberg | Stati Uniti | 1:23,90 |
| 3    | Sarah Schleper   | Stati Uniti | 1:25,30 |
| 4    | Tatum Skoglund   | Stati Uniti | 1:25,65 |
| 5    | Taylor Watts     | Stati Uniti | 1:25,73 |
| 6    | Tasha Nelson     | Stati Uniti | 1:26,04 |
| 7    | Alexandra Krebs  | Stati Uniti | 1:26,83 |
| 7    | Katerina Pochman | Stati Uniti | 1:26,83 |
| 9    | Aimee Mulkern    | Stati Uniti | 1:27,10 |
| 10   | Brittney Mahanna | Stati Uniti | 1:27,40 |

Data: 24 marzo

#### Combinata
| Pos. | Atleta        | Nazione     |
| ---- | ------------- | ----------- |
| 1    | Kirsten Clark | Stati Uniti |
| 2    | ?             | ?           |
| 3    | ?             | ?           |